# Elliptische Galaxie

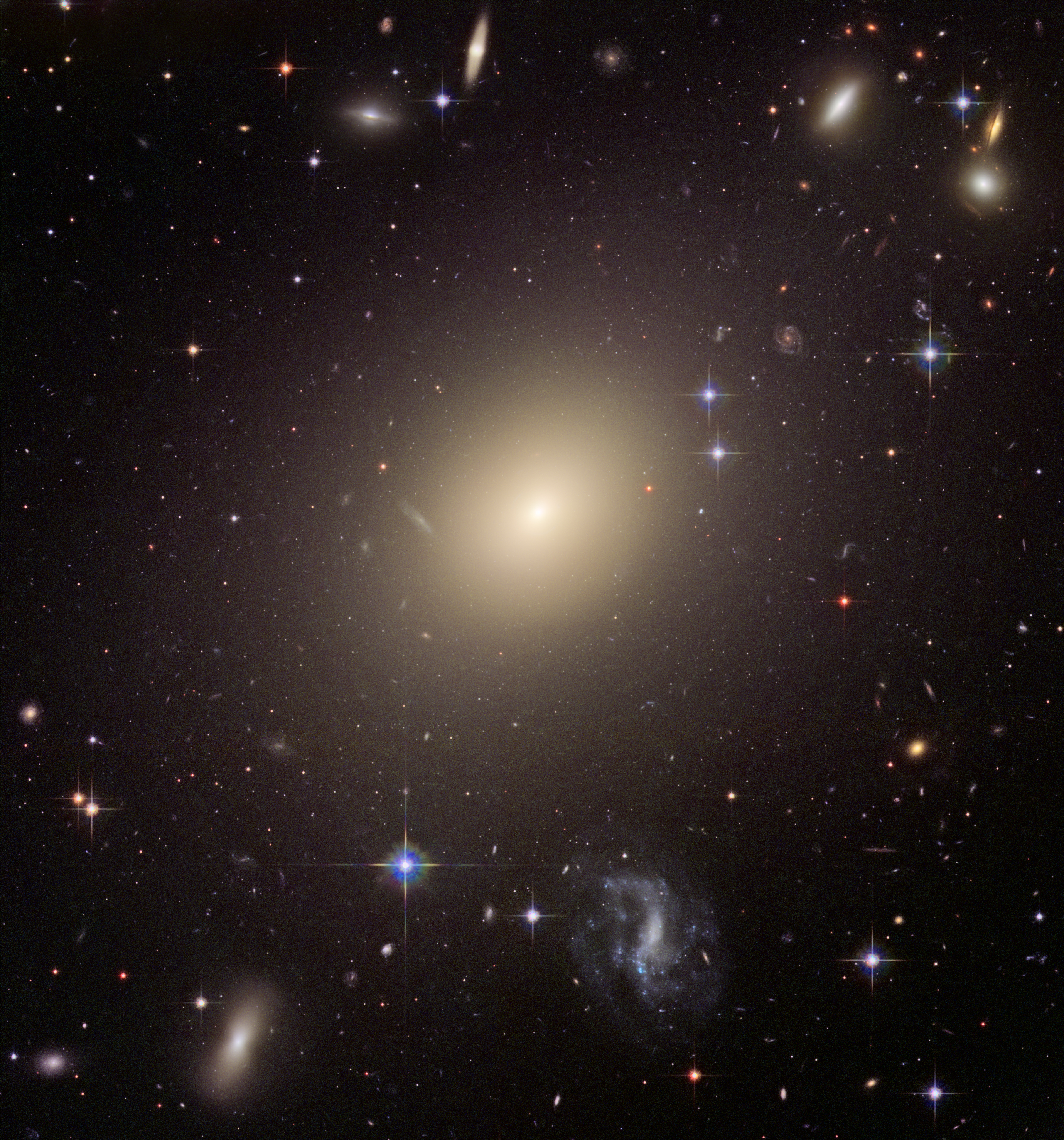
Elliptische Galaxie ESO 325-G004

Eine elliptische Galaxie ist eine Galaxie, die sich von anderen Galaxienformen in der Hubble-Sequenz durch ihre gleichmäßige Lichtverteilung und das Fehlen auffälliger Strukturen wie in Spiralgalaxien unterscheidet.
Elliptische Galaxien gehören zu den ältesten Sternpopulationen im Universum. Man geht inzwischen davon aus, dass sie schon verschiedene Verschmelzungs- und Wechselwirkungsprozesse mit anderen Galaxien hinter sich haben.
Sie bestehen in der Regel aus alten Sternen und enthalten kaum interstellares Gas, da dieses bereits vor langer Zeit aufgebraucht worden ist. Daher ist die Sternentstehungsrate sehr gering.
Diese Galaxien sind umgeben von einer großen Anzahl von Kugelsternhaufen. Der Massebereich der elliptischen Galaxien beginnt bei kleinen Zwerggalaxien mit wenigen Millionen Sonnenmassen und erreicht bei zentralen Haufengalaxien Werte von bis zu mehreren Billionen Sonnenmassen. In einem Umkreis von ca. 30 Millionen Lichtjahren um die Milchstraße sind ca. 34 Prozent der Galaxien Spiralen, 13 Prozent Ellipsen und 53 Prozent irreguläre Galaxien und Zwerggalaxien.

## Morphologie

### Klassifizierung nach Hubble-Schema
Elliptische Galaxien sind relativ hell in ihrem Zentrum, mit einem zunächst raschen und dann langsameren Helligkeitsabfall nach außen. Die Linien gleicher Helligkeit (Isophoten) lassen sich recht genau durch konzentrische Ellipsen beschreiben. In der Hubble-Sequenz werden elliptische Galaxien nach der Form dieser Ellipsen in Klassen E0 (kreisförmig) bis E7 (stark abgeplattet) unterschieden. Die dem E zugefügte Zahl bestimmt sich dabei als {\displaystyle 10(a-b)/a}, wobei a die Größe der großen und b die der kleinen Achse der Ellipse ist. Hierbei ist zu beachten, dass die Einordnung auch stark von unserem Sichtwinkel auf die Galaxie abhängt.

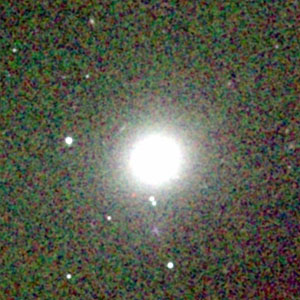
M 89 Typ: E0
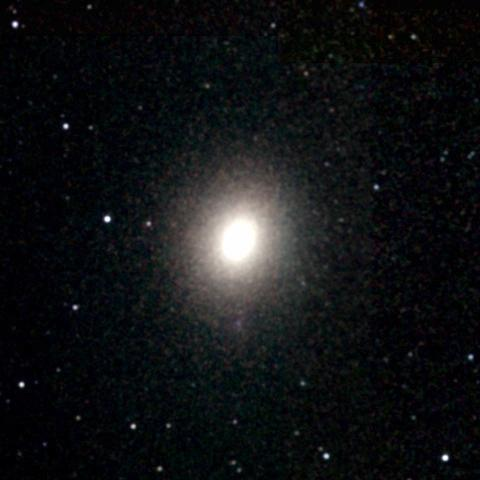
Messier 32 Typ: cE2
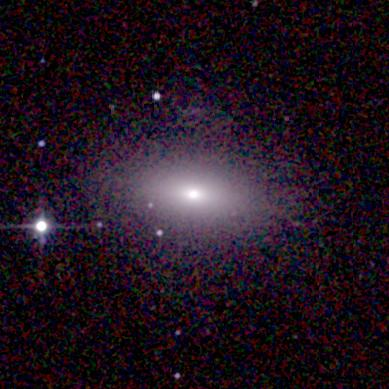
NGC 4125 Typ: E6

### Unterteilung
Neben der Elliptizität lassen sich die elliptischen Galaxien auch noch anhand anderer Eigenschaften einteilen:
| Bezeichnung | Beschreibung | absolute Helligkeit | Massebereich     | Beispiel                                                      |
| ----------- | --- | ------------------- | ---------------- | ------------------------------------------------------------- |
| E           | Normale Ellipsen (E): Zu dieser Klasse zählt man zusätzlich noch die Riesenellipsen (gE: giant ellipticals) und die kompakten Ellipsen (cE: compact ellipticals) | −15 bis −23         | 1e8 bis 1e13 M☉  | Galaxie Messier 86 vom Typ E3                                 |
| cD          | Dies sind extrem massereiche elliptische Galaxien und besitzen einen hellen, ellipsenförmigen Kern mit einem diffusen Halo aus Sternen. Sie befinden sich meist im Zentrum eines Galaxienhaufens. Ihre Helligkeit fällt nach außen langsamer ab als bei E-Galaxien. | −22 bis −25         | 1e13 bis 1e14 M☉ | Elliptische Galaxie ESO 325-G004 im Galaxienhaufen Abell S740 |
| dE          | Zwergellipsen (dE: dwarf ellipticals): Dies sind Zwerggalaxien mit elliptischer Form. Sie weisen jedoch andere Eigenschaften als normale Ellipsen auf, so skalieren z. B. die Flächenhelligkeit und Leuchtkraft anders.                                             | −13 bis −19         | 1e7 bis 1e9 M☉   | NGC 205, eine Begleitgalaxie der Andromeda-Galaxie.           |
| dSph        | Zwergsphäroiden (dSph: dwarf spheroidals): Sie haben noch eine geringere Leuchtkraft und wurden bisher nur in der Lokalen Gruppe gefunden. | −8 bis −15          | 1e7 bis 1e8 M☉   | NGC 147, eine Zwerggalaxie in der Nähe der Andromedagalaxie   |
| BCD         | Blaue kompakte Zwerggalaxien (BCD: blue compact dwarfs): Diese kleinen Galaxien enthalten eine große Anzahl von jungen, heißen, massereichen Sternen. Sie enthalten relativ viel Gas. Sie lassen sich durch ein für sie typisches Emissionsspektrum identifizieren. | −14 bis −17         | ca. 1e9 M☉       | Die irreguläre Zwerggalaxie NGC 1705                          |

### Helligkeitsverteilung
Bildet man ein Helligkeitsprofil einer elliptischen Galaxie, indem man die Helligkeit mit dem Abstand zum Zentrum misst, so folgt dieser Verlauf einem De-Vaucouleurs-Profil. Dieses drückt einen linearen Zusammenhang zwischen dem Logarithmus der Intensität und dem Abstand zum Zentrum aus.

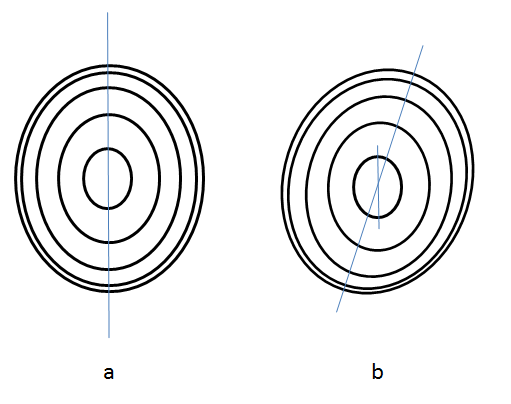
a) Isophoten einer elliptischen Galaxie b) Isophotentwist

Die Analyse der Helligkeitsverteilung ist eines der wichtigsten Hilfsmittel, die Eigenschaften und die Entwicklung elliptischer Galaxien zu ermitteln. Mit dieser Analysetechnik werden den Linien gleicher Helligkeit (Isophoten) Ellipsen zugeordnet. Die Mittelpunkte der damit ermittelten Ellipsen liegen normalerweise sehr genau zentriert im Mittelpunkt der Galaxie. Die Elliptizität kann jedoch mit dem Radius schwanken.
Die davon abgeleitete Elliptizität und der Winkel der großen Halbachse liefern grundlegende Informationen zur Galaxie, z. B. den effektiven Radius, Triaxialität oder zu einer eventuellen Isophotenverdrehung (Isophotentwist). Bei einer Isophotenverdrehung ändert sich der Winkel der großen Halbachse der Ellipse mit zunehmendem Radius. Die Helligkeitsverteilung einer Galaxie kann eine Abweichung von der Idealform einer Ellipse zeigen. Hier gibt es kastenförmige (boxiness) und scheibenförmige (diskiness) Systeme. Diese Verteilungen geben wichtige Hinweise auf die physikalischen Eigenschaften einer elliptischen Galaxie.

## Physik

### Zusammensetzung
Elliptische Galaxien bestehen hauptsächlich aus älteren Sternen der Population II, was sich dadurch bemerkbar macht, dass sie eine rötliche Farbe haben. Kleine, masseärmere Ellipsen können auch jüngere Sterne (jünger als 5 Mrd. Jahre) enthalten. Früher ging man davon aus, dass diese Galaxien so gut wie kein Gas und Staub enthalten. Durch Beobachtungen im Röntgenbereich konnte man jedoch auch heißes Gas mit einer Masse von mehreren Millionen Sonnenmassen entdecken. Zudem enthalten bis zu 50 % der Galaxien einen höheren Staubanteil. Hier bildet der Staub zusammen mit einer eingebetteten Sternscheibe eine Grundebene. Dies kann man als Hinweis auf frühere Galaxienkollisionen deuten.

### Zentrales Schwarzes Loch
Seit den späten 1990ern zeigen Beobachtungen immer deutlicher, dass im Zentrum jeder elliptischen Galaxie und jedes Bulges einer Spiralgalaxie ein Schwarzes Loch zu finden ist, das einige Promille der Masse der elliptischen Galaxie bzw. des Bulges hat. Diese M-Sigma-Relation genannte Beziehung ist bei elliptischen Galaxien mit einem Massebereich von 1e6 bis 1e10 Sonnenmassen gefunden worden.
Die Vorgänge in der Entstehung und Entwicklung von Galaxien und Schwarzen Löchern, die zu dieser Beziehung führen, sind noch unklar. Die Schwarzen Löcher scheinen jedoch eine wichtige Rolle in der Entwicklung von elliptischen Galaxien zu spielen.

### Rotation und Umlaufbahnen der Sterne

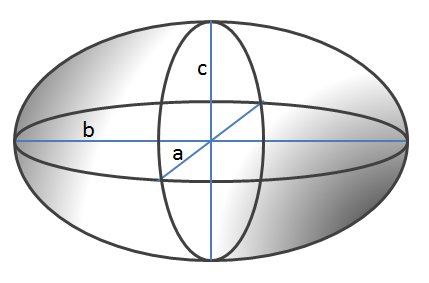
Grafik für ein triaxiales System. Die Achsen a,b,c können gleich oder auch verschieden lang sein.

Früher wurde häufig angenommen, dass diese Abplattung durch Rotation zustande kommt und elliptische Galaxien kugelförmig oder abgeplattete Rotationsellipsoide sind. Dies ist inzwischen als nicht allgemeingültig erkannt. Es gibt besonders unter den leuchtkräftigsten elliptischen Galaxien nicht oder nur wenig rotierende Systeme, die dennoch abgeplattet erscheinen. Die Bahnen der Sterne sind keine Ellipsen oder sonstige geschlossene Formen, sondern die Sterne führen unabhängige Bewegung in allen Hauptachsen durch.  Ihre ‚triaxiale‘, also in drei Raumrichtungen verschiedene Ausdehnung entsteht durch eine Richtungsabhängigkeit der Streuung der Geschwindigkeiten ihrer Sterne, das heißt eine elliptische Galaxie wird nicht durch Rotation stabilisiert, sondern durch die chaotische Bewegung des Sternengases. Dieses Sterngas befindet sich in einem relaxierten Zustand, der allerdings nicht durch Kollisionen erreicht wird, sondern durch Violent Relaxation.

### Faber-Jackson-Relation
Mit der Faber-Jackson-Beziehung besteht ein empirischer Zusammenhang zwischen Leuchtkraft L und der Geschwindigkeitsdispersion σ in elliptischen Galaxien. Diese Beziehung ist besonders von Vorteil, da sich die Geschwindigkeitsstreuung der Sterne relativ leicht über spektroskopische Analysen ermitteln lässt. Über die ermittelte absolute Helligkeit lässt sich dann die Entfernung zur Galaxie berechnen.

### Kastenartige und scheibenartige Systeme
Durch die Analyse der Helligkeitsverteilung konnte man feststellen, dass viele elliptische Galaxien nicht die Idealform einer Ellipse zeigen. Diese lassen sich je nach dem Verlauf der Isophoten in kastenartige (boxy shape) und scheibenartige (disky shape) Systeme einteilen. Hier hat sich gezeigt, dass an dieser Unterteilung weitere physikalische Eigenschaften hängen.
Etwa 70 % bis 90 % der elliptischen Galaxien sind scheibenartig, während 10 bis 20 % eine kastenförmige Struktur zeigen. Die kastenartigen Systeme haben ein größeres Masse zu Leuchtkraft-Verhältnis als die Scheibenartigen.
Bei den scheibenartigen Systemen ist die Rotation formgebender als bei den kastenförmigen. Hier überwiegt also eine geordnete Bewegungskomponente, die es bei dem anderen Typ nicht gibt. Die scheibenartigen Systeme sind schwache Radiostrahler, während es beim kastenförmigen Typ eine breite Verteilung der Radioleuchtkraft gibt. Ein ähnliches Bild gibt es im Röntgenstrahlenbereich.
Bei den kastenförmigen Galaxien sind oft auch Kerne entdeckt worden, die sich entgegen der allgemeinen Rotationsrichtung bewegen (counter-rotating cores).

### Schalenstrukturen

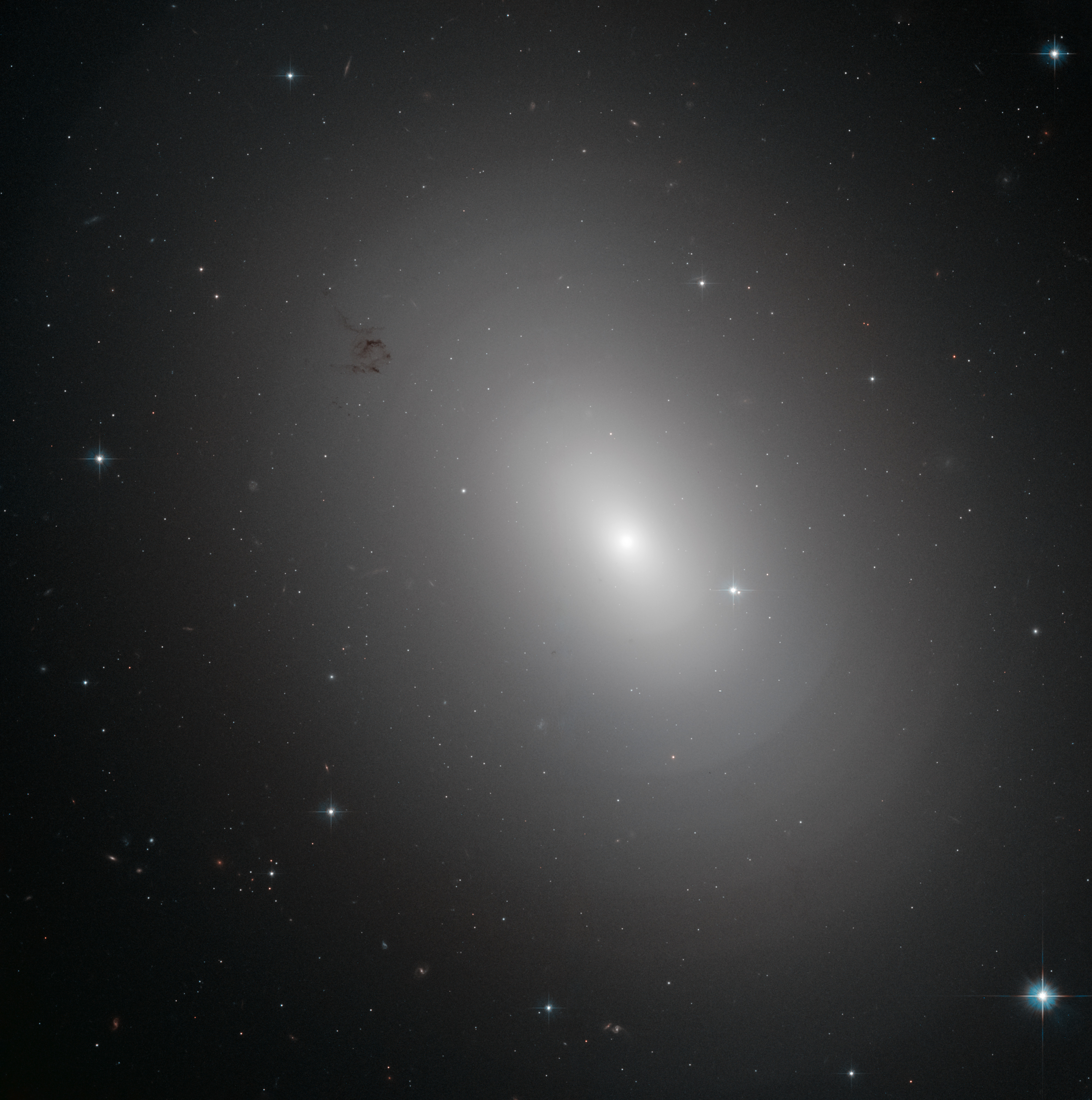
Die elliptische Galaxie NGC 3923 ist 90 Millionen Lichtjahre entfernt. Sie hat über 20 Schalen, von denen nur die äußersten in diesem Bild sichtbar sind. Die Schalenstrukturen sind hier sehr symmetrisch, während sie in anderen Galaxien unregelmäßiger sind.

Bei einigen elliptischen Galaxien sind Schalenstrukturen (shells) in Form von Bögen in den Außenbereichen der Galaxie entdeckt worden. Die Bögen sind zentriert auf das Zentrum der Galaxie. Diese Strukturen lassen sich durch kontrastverstärkte Aufnahmen erkennen.
Diese Schalenstrukturen in elliptischen Galaxien sind wahrscheinlich Überreste von galaktischen Begegnungen. Die hierfür am meisten akzeptierte Theorie ist die Akkretion von kleinen Satellitengalaxien entlang einer Flugbahn, die diese in Richtung des Galaxienzentrums führt. Hierbei werden Sterne dieser Vorgängergalaxie während des Durchgangs durch das Perizentrum freigesetzt. Diese Sterne bilden dann die Schalenstrukturen aus, wenn sie ihr Apozentrum (d. h. den vom Galaxienzentrum entferntesten Punkt ihrer Umlaufbahn) erreichen.
Anhand dieses Modells lässt sich zeigen, dass die Vorgängergalaxie einige Durchläufe durchmachen muss, bevor sie sich auflöst. Damit kann erklärt werden, weshalb sich die Schalenstrukturen in so einen weitem Entfernungsbereich um die Galaxie befinden, der in vielen Galaxien mit Schalenstrukturen beobachtet wird. Die aufgenommene Galaxie verliert Energie durch dynamische Reibung. Die äußersten Schalen entstehen hierdurch zuerst, die inneren zu einem späteren Zeitpunkt, wenn die Vorläufergalaxie bereits ihre Bewegungsenergie verloren hat.
Eigenschaften einer Galaxie wie Kastenförmigkeit, Schalenstrukturen und gegenläufige Kerne deuten darauf hin, dass sie ein Ergebnis einer abgeschlossenen Verschmelzung von zwei oder mehr Galaxien ist.

### Halo
Elliptische Galaxien sind von diffusen stellaren Halos und einer großen Anzahl von Kugelsternhaufen umgeben. Während es bei Spiralgalaxien sehr leicht ist, anhand der Rotation der Galaxie einen Anteil von Dunkler Materie im Halo abzuleiten, ist dies bei elliptischen Galaxien nicht möglich, da keine eindeutige Rotationsbewegung existiert.
Durch Analysen der Röntgenstrahlung des heißen Gases konnte auch für elliptische Galaxien ein hoher Anteil von Dunkler Materie im Halo entdeckt werden, so ist z. B. für die Galaxie NGC 4472 ein Dunkler-Materie-Anteil von ca. 90 % ermittelt worden.

### Fundamentalebene
Die Fundamentalebene ist eine Beziehung zwischen dem effektiven Radius, der durchschnittlichen Helligkeit und der allgemeinen Geschwindigkeitsstreuung von normalen elliptischen Galaxien. Diese drei Parameter sind voneinander abhängig, so kann ein Parameter berechnet werden, sobald die beiden anderen Parameter bekannt sind. In einem dreidimensionalen Koordinatensystem bilden die Messwerte der Parameter von verschiedenen elliptischen Galaxien eine Ebene.

## Vorkommen
Der Anteil elliptischer Galaxien an der Gesamtzahl von Galaxien ist stark von der Umgebung abhängig. In reichen Galaxienhaufen sind fast die Hälfte der Galaxien elliptische, während der Anteil in Regionen geringer Galaxiendichte unter 10 % fällt. Auch findet sich im Zentrum vieler Galaxienhaufen eine besonders massereiche elliptische Galaxie oder eine ähnliche als cD-Galaxie bezeichnete Galaxienform.
Es gibt viele Gemeinsamkeiten zwischen etwas lichtschwächeren elliptischen Galaxien und den zentralen Bulges von Spiralgalaxien. Zu unterscheiden sind elliptische Galaxien von den lichtschwachen sphäroidischen Zwerggalaxien, die zwar ebenfalls Ellipsenform haben, aber anderen Zusammenhängen zwischen Helligkeit und Größe folgen.

## Entstehung
Die meisten Sterne in elliptischen Galaxien sind alt. Elliptische Galaxien enthalten auch meist sehr wenig interstellare Materie, aus der neue Sterne entstehen könnten. Wegen ihres Alters und ihrer hohen zentralen Sterndichte wurde oft angenommen, dass elliptische Galaxien schon vor rund 10 Milliarden Jahren durch den raschen Kollaps (monolithischer Kollaps) einer einzigen großen Gaswolke entstanden sind. Dabei wird das Gas so weit aufgebraucht, dass später keine weiteren Sterne mehr entstehen können. Diese Vorstellung kann aber nur schwer die geringe Rotation vieler elliptischer Galaxien erklären und ist nicht gut verträglich mit einer Grundannahme der heutigen Kosmologie, dass nämlich Strukturen wie Galaxien durch Verschmelzung kleinerer Einheiten entstehen.
Zudem gibt es aus Beobachtung und Theorie Anzeichen, dass beim Verschmelzen zweier Spiralgalaxien eine elliptische Galaxie entsteht. Bei einer solchen großen Kollision verändern sich die Galaxien vollkommen. Die Scheiben werden vollständig zerstört, deren Sterne erhalten sehr unterschiedliche Geschwindigkeiten und Richtungen und verteilen sich im Raum. Die Störung der Gasorbits führt zu einer erhöhten Sternentstehung (starburst). Das Gas wird hierbei so stark aufgeheizt oder herausgeschleudert, dass keine weitere Sternentstehung mehr erfolgt.
Dies würde auch die Existenz von gegenrotierenden Kernen erklären, die man in jeder dritten Galaxie vorfindet. Auch dieser Mechanismus kann aber nicht alle Eigenschaften aller heutigen elliptischen Galaxien erklären. Entstehungszeitraum und -mechanismus elliptischer Galaxien sind noch Gegenstand intensiver Forschung und nicht notwendigerweise für alle solche Galaxien gleich.